# On the Loose
Pour plus de détails, voir Fiche technique et Distribution.
On the Loose est une comédie du cinéma américain de Hal Roach faisant partie de la série Pitts and Todd, sortie en 1931. Ce film est inscrit au titre de caméo dans la plupart des filmographies de Laurel et Hardy.

## Synopsis
Zasu et Thelma, deux jeunes femmes, rentrent à leur appartement exténuées par une énième sortie au parc d'attractions de Coney Island. Tout en se couchant elles papotent en se remémorant leur journée ennuyeuse et convenue au possible. C'est la dernière fois qu'elles iront à Coney Island.

Le lendemain, se promenant dans la rue, elles sont éclaboussées par la voiture d'un jeune homme roulant dans une flaque de boue. Galant, ce dernier descend s'excuser et les conduit sur le champ chez un grand couturier afin de leur acheter des robes de remplacement. Ensuite, pour se faire pardonner, il propose de sortir  Zasu et Thelma en leur réservant quelque chose de distrayant et d'original ! Lorsqu'il vient les chercher, il a même prévu un chevalier servant pour Zasu...

Et voilà nos deux couples en route pour... Coney Island !

## Fiche technique
- Titre original : On the Loose
- Réalisation : Hal Roach
- Scénario : Hal Roach (scénario) H. M. Walker (dialogues)
- Photographie : Len Powers
- Montage : Richard C. Currier[1]
- Ingénieur du son : Elmer Raguse
- Producteur : Hal Roach
- Société de production : Hal Roach Studios
- Société de distribution : Metro-Goldwyn-Mayer
- Pays d’origine : États-Unis
- Langue : anglais
- Format : Noir et blanc - 35 mm - 1,37:1  -  sonore
- Genre : comédie
- Longueur : deux bobines
- Date de sortie : États-Unis : 26 décembre 1931

## Distribution
- Zasu Pitts : Zasu Pitts
- Thelma Todd : Thelma Todd
- John Loder : Mr. Loder
- Claud Allister : l'ami de Loder
- Billy Gilbert[2] : Pierre, le couturier

Reste de la distribution non créditée :
- Gordon Douglas : un employé de la « Fun House »
- Otto Fries : le belliqueux au parc d'attractions
- Charlie Hall : le tenancier du stand de tir
- Oliver Hardy : un nouveau prétendant
- Jack Hill : un employé de la « Fun House »
- Stan Laurel : un nouveau prétendant

## Autour du film
Loin d'être un film inoubliable, cette comédie est une énième version d'un sujet qui est régulièrement traité depuis les débuts du cinéma : la fête foraine et le parc d'attractions. L'apport du scénario est très mince et le prétexte à mettre en scène les acteurs dans ce cadre, improbable. Le film ne vaut que pour voir Billy Gilbert y interpréter un rôle plus consistant qu'à son habitude bien que le rôle du couturier « efféminé » soit quelque peu désuet et fasse partie des clichés. Il est cependant intéressant de voir la tentative d'Hal Roach de créer un pendant féminin au duo de Laurel et Hardy dans son écurie d'acteurs. Le caméo que jouent les deux compères dans ce film est ainsi sans doute l'un des plus justifiés.

En toute fin de l'histoire, les deux héroïnes se retrouvent au même point qu'à la scène du début : elles reviennent de Coney Island en se jurant de ne plus y retourner. On frappe à leur porte, Laurel et Hardy apparaissent, intimidés comme à leur habitude lorsqu'il s'agit de s'adresser à des dames, ils triturent leurs chapeaux et déclarent qu'ils aimeraient bien sortir les filles à Coney Island... Ils ne leur restent plus qu'à fuir sous les projectiles.